# Renée Doria
Renée Doria (* 13. Februar 1921 in Perpignan, Département Pyrénées-Orientales; † 6. März 2021 in La Celle-sur-Morin, Département Seine-et-Marne) war eine französische Opernsängerin (Sopran). Sie wurde hauptsächlich als Koloratursängerin in französischen und italienischen Opern bekannt.

## Leben

### Ausbildung und Anfänge
Renée Doria, als Renée Dumazert im südfranzösischen Perpignan geboren, erhielt eine umfassende musikalische Ausbildung in Musik- und Harmonielehre. Sie lernte außerdem Klavier und nahm Gesangsstunden bei Umberto Valdarmini. Noch vor ihrem offiziellen Debüt sang sie im Dezember 1937 in Prades, wo sie dem Kreis um Pablo Casals angehörte, in einer konzertanten Aufführung der Oper Orphée et Euridice als Einspringerin für eine erkrankte Sängerkollegin die Rolle der Eurydike an der Seite von Alice Raveau. Im Alter von 18 Jahren gab sie in Marseille ihr erstes Konzert gemeinsam mit dem Tenor César Vezzani. Außerdem erhielt sie Bühnenunterricht bei dem Bariton Vanni Marcoux. Der Dirigent und Massenet-Schüler Paul Bastide (1879–1962) hörte sie und engagierte sie als Solistin nach Marseille.
Ihr offizielles Operndebüt erfolgte im Januar 1942 am Opernhaus von Marseille mit der Rolle der Rosina in Der Barbier von Sevilla, in der sie großen Erfolg hatte, und dort anschließend sofort das Angebot erhielt, für eine erkrankte Kollegin die Rolle der Olympia in Hoffmanns Erzählungen zu übernehmen. 1942 sang sie in Cannes unter der Leitung von Reynaldo Hahn die Konstanze in Die Entführung aus dem Serail. Es folgten Engagements an der Opéra National de Lyon (Mai/Oktober 1942 als Rosina) und am Opernhaus von Toulouse (November/Dezember 1942).

### Karriere
1943 ging sie nach Paris und debütierte dort im April 1943 zunächst am Théâtre de la Gaîté als Titelheldin in Lakmé von Léo Delibes und anschließend im Mai 1944, ebenfalls als Lakmé, an der Opéra-Comique. An der Opéra-Comique hatte sie in den folgenden Jahren eine große Karriere als Koloratursängerin. Im April 1955 sang sie dort die Philine in der 2000. Vorstellung der Oper Mignon. Bis 1959 interpretierte sie an Opéra-Comique lyrisch-dramatische Koloraturpartien wie Manon, die sie mit Paul Bastide einstudiert hatte, Traviata, die Mireille in der gleichnamigen Oper von Charles Gounod, Leïla in Die Perlenfischer und die Norina (an der Spielstätte im Théâtre du Châtelet). Zu ihren wichtigsten Bühnenpartnern gehörten Luis Mariano, Mario Altéry und Tito Schipa.
Ihr Debüt an der Pariser Oper hatte sie im Januar 1947 als Königin der Nacht in Wolfgang Amadeus Mozarts Oper Die Zauberflöte. In der 900. Aufführung der Oper Rigoletto übernahm sie dort im August 1956 die Rolle der Gilda. Sie sang an der Pariser Oper auch die Traviata (mit Alain Vanzo und Ernest Blanc als Partnern), Sophie in Der Rosenkavalier (Saison 1957/58), sowie die Hébé in Les Indes galantes (Premiere: Dezember 1955) und in Dialogues des Carmélites.
Doria sang im Verlauf ihrer Karriere an den großen Opernbühnen in Frankreich, Belgien und der Schweiz. Sie gastierte an der Opéra du Rhin in Straßburg (u. a. in den drei weiblichen Partien in Hoffmanns Erzählungen), an den französischen Opernhäusern in Toulon, Tours, Vichy, Bordeaux, Dijon, Nizza und Nîmes, an der Flämischen Oper in Antwerpen und in Brüssel. In Straßburg trat sie auch als Fiordiligì, Susanna, Pamina, Ophelia, als Gräfin in Le comte Ory (1961) und als Concepción in Die spanische Stunde auf. International gastierte sie auf Einladung von Vanni Marcoux auch in Italien und den Niederlanden, wo sie die Marguerite (Faust), die Juliette und die Titelrolle in Lucia di Lammermoor sang. Gastspiele gab sie auch in Tunesien (November 1954) und in Oran (Algerien).

### Spätere Jahre und Tod
Ende der 60er Jahre zog sich Doria von der Opernbühne zurück und war im pädagogischen Bereich als Gesangslehrerin am Pariser Konservatorium tätig, lehnte es jedoch ab, sog. „Meisterklassen“ zu geben. Sie trat jedoch weiterhin bei Konzerten auf und machte Schallplattenaufnahmen. Ihre Karriere dauerte sehr lange. Erst 1981 gab sie ihre Karriere als Sängerin endgültig auf. Renée Doria starb am 6. März 2021 im Alter von 100 Jahren in La Celle-sur-Morin in der Nähe von Paris.

## Repertoire und Tondokumente
Neben ihren Opernrollen, hauptsächlich im französischen und italienischen Repertoire, sang Doria auch Barockmusik sowie einige zeitgenössische Werke. Während ihrer Karriere, die mehr als 35 Jahre umfasste, sang sie über 70 verschiedene Bühnenrollen in vier Sprachen. Zu ihren besonderen „Glanzpartien“ gehörten insbesondere die Frauenrollen (Olympia/Antonia/Giulietta) in Hoffmanns Erzählungen, wo sie bei späteren Engagements stets darauf bestand, alle drei Rollen zu singen, und nicht nur die Koloraturpartie der Olympia.
Einige ihrer Rollen spielte sie auch für die Schallplatte ein. Renée Doria machte mehrere komplette Studioaufnahmen, u. a. als Olympia in Hoffmanns Erzählungen (1948/50, Dirigent: André Cluytens), als Mireille (1955, Dirigent: Jésus Etcheverry) und in der Titelrolle von Thais (1961, Dirigent: Jésus Etcheverry). 1976/77 sang sie in der ersten vollständigen Schallplattenaufnahme der Oper Sapho (1978, bei EMI France veröffentlicht) die Rolle der Fanny Legrand. 1982 erschien eine 1980 aufgenommene Arien-Platte, 1993 schließlich noch eine Schallplatte mit Liedaufnahmen. Außerdem existieren mehrere Live-Mitschnitte.
Ab 1944 wirkte sie auch in Rundfunksendungen von Radio Nationale France mit. Bei Rundfunkaufnahmen sang sie 125 verschiedene Rollen und war im Verlauf ihrer Karriere insgesamt in über 2.500 Aufführungen auf der Bühne und im Rundfunk zu hören. 1946 sang sie in der ersten Opernproduktion des Französischen Fernsehens die Rosina in Der Barbier von Sevilla.